# 阿德拉多斯
阿德拉多斯，是西班牙卡斯蒂利亚-莱昂塞戈维亚省的一个市镇。 总面积16平方公里，总人口196人（2001年），人口密度12人/平方公里。